# شذيلاوات
الشذيلاوات (الاسم العلمي: Anomalurinae) هي تحت فصيلة من الحيوانات تتبع الفصيلة الشذيلية من رتبة القوارض.

## أجناس الشذيلاوات
- الشذيل